# Citrus Springs
Citrus Springs statisztikai település az USA Florida államában, Citrus megyében. Lakosainak száma 10 246 fő (2020. április 1.).

## Népesség
A település népességének változása:

| 2010 | 8 622  |
| 2020 | 10 246 |